# なすなかにし
なすなかにしは、那須晃行と中西茂樹からなる日本のお笑いコンビ、声優。那須の母と中西の父が姉弟のため、互いにいとこの関係にあたる。略称は「なすなか」。一時期、『いまぶーむ』というコンビ名だったことがあった。松竹芸能所属。

## メンバー
- 那須 晃行（なす あきゆき、1980年〈昭和55年〉12月14日 - ）（44歳）ツッコミ担当、立ち位置は向かって右。
  - 大阪府枚方市出身。京都府八幡市生まれ。ガラガラ声。
  - 身長170cm。体重68kg。血液型は不明。
  - 趣味はボウリング、ミニチュアの硝子細工集め。
  - ヘルニア、鞭打ち症が持病。
  - 子供の頃はヤンキーに憧れ、小学校4年生で剃り込みを入れていた。中学・高校時代もやんちゃだった。当時身に着けていた金のネックレスと和柄のスカジャンは大切に机の引き出しにしまってある。
  - 祖父はお寺の住職で、父は駐車場経営者。
  - 大阪の遊園地ひらかたパークでアルバイトしていた頃のあだ名は「ナッシュ」。中西も一緒にバイトしていた。上京後は、内職（ビーズを紐に通したものを大量に作り、ダンボールに詰めて送ると不合格のものが送り返されてくる）に励んでいた[1]。
  - 『特攻の拓』『ナイトガンダム物語』に詳しい。
  - かなりの汗っかきであり、体温を下げるために冷却ジェルシートを頻繁に使用する。
  - カラオケが得意。以前[いつ?]青森のスナックにて歌を披露した際、その店のママから「大阪に帰らないで」と懇願された。
  - 2022年5月22日（21日深夜）放送のテレビ番組『ゴッドタン』（テレビ東京）で結婚を報告[2]。結婚は同年1月で、相手はサンミュージック所属のタレント濱田准[3]。
  - 2023年12月12日、脳梗塞を発症し、緊急のカテーテル手術を受ける[4]。休養して治療に専念し、中西は当面個人での活動となる[4][注 1]。2024年1月21日、退院を報告[6]。 4月8日放送の『ラヴィット!』より活動再開したが[7]、6月29日放送の『有吉くんの正直さんぽ』（フジテレビ）では言語障害のリハビリ中であることを明かした[8]。

- 中西 茂樹（なかにし しげき、1977年〈昭和52年〉9月24日 - ）（47歳）ボケ・ネタ作り担当、立ち位置は向かって左。
  - 大阪府枚方市出身。寝屋川市生まれ。ダミ声。
  - 身長172cm。体重86kg。血液型B型。
  - 眼鏡をかけている方（当初はかけていなかった）。
  - 昔、同級生と『セクシィー』というコンビを組んでいた。解散理由は中西曰く「（当時の相方は）面白くない」。元相方は時々ラジオにゲスト出演しては那須にあたる。
  - 趣味はゲーム。楽屋でも一人でしている。全ての新作ゲームを毎週チェックしていて売れ行きを調べる為、自ら店頭にも頻繁に足を運んでいる。
  - ひらかたパークでアルバイトしていた。ひらかたパークでのバイト歴は那須よりも長い。上京後は上野動物園の前で肉まんを売るバイトをしながらパチンコ生活をしていた[9]。
  - アニメが大好きで特にアニメソングに詳しい。過去のアニメのイントロクイズで負けた事が無い。
  - 『ドラゴンボール』、『キン肉マン』等昔の漫画に非常に詳しく、細部のセリフ等まで演じる事が出来る。過去にライブやラジオの企画でアニメオタクとクイズ対決をし、数々の勝利を収めた。
  - 子供の頃に「漫画は読み方次第で面白さが変わるから」という考えから、本を全部読み終わった後は逆から読み、その後は左下のコマだけ読んでいた。
  - 仏像が好きで、一人でよく拝観に行き、プライベートで仏像のイラストを書いている。仏像を描くのは「精神が乱れた時」。
  - 幼少期に漫画家を目指していたのでイラストが得意。イラストは色を付けずに黒の色鉛筆一本で書き上げる。色を付けない理由は「面倒だから。」子供の頃は那須と一緒に漫画家になろうと言っていたことがあるという[10]。
  - おもちゃが好きでおもちゃ屋によく足を運ぶ。子供の時買えなかったどうしても欲しいおもちゃがあってそれを手にする事が夢。
  - 一部分だけものまねという独自の技を持っている。
  - サバイバルゲームにはまっていて週1回はやっている。1ヶ月でハンドガン等の武器を4つ買い揃えた。2017年末ごろにテニスをしていないのにテニス肘を患ってしまい、最近はあまりできなくなっている[11]。
  - ネタ帳はイラスト入りで、舞台上での動きまで綿密に書かれている。相方・那須にしか見ることを許していない。
  - 介護福祉士の資格を持っている。
  - 自称「中西軍団」というファミリーが存在する。メンバーは片山裕介（元・ヒカリゴケ、筆頭）、西口宜夫（自由きまま）など。
  - 2017年1月31日、高田紗千子（梅小鉢）との結婚を発表[12]。
  - 2019年8月7日、第1子男児が誕生[13]。
  - 2023年6月9日、第2子男児の誕生を報告[14]。

## 概要
- 2001年結成。始めは吉本興業の心斎橋筋2丁目劇場のオーディションに2人で「イルミネーション」というコンビ名で出たが落選、松竹芸能の養成所に入る[10]。卒業後、松竹芸能に所属。正統派のしゃべくり漫才は評判が良く、ますだおかだ、アメリカザリガニに続く有力株であるとして期待されていた。2008年東京に進出[15]。
- 2010年4月6日、同日付けでコンビ名を「なすなかにし」から「いまぶーむ」に改名することが発表された[16]。
- 2011年5月30日、松竹芸能新宿角座で開催された単独ライブ「なすなかにしのライブ〜元いまぶーむ〜」で、コンビ名を「いまぶーむ」から旧コンビ名の「なすなかにし」へ再改名[17]。
- 2016年、ラストイヤーだったM-1グランプリで準々決勝進出に終わる[18]。
- 2021年には約170本のロケをこなし[19]、2022年からは『ラヴィット!』（TBSテレビ）などでそのロケ技術が高く評価されるようになる[20]。

## コンビ名の改名
- 「なすなかにし」は仮のコンビ名で、正式なコンビ名を決めて名乗ることが恥ずかしかったことから、9年間そのままで活動を続けていた。だが、事務所の先輩の岡田圭右（ますだおかだ）から「なすなかにし」だと那須と中西のどちらかが分かりづらく[21]、コンビ名も地味だと改名を勧められ、『PON!』で共演しているビビる大木や番組スタッフたちと会食中、いくつか挙がった候補の中からくじ引きで「いまぶーむ」を引き当てた。他に挙がった候補は「岡田屋すべるかぶる」「神輿かつぐおろす」「一級河川寝屋川」「扇子あおぐそよぐ」など[22]。
  - この他にも、同じ事務所で『ちちんぷいぷい』でも共演した堀ちえみからも「ペロペロキャンディー」「くずはモールチョップ」の候補が出され、くじに加えられた[23]。
- しかしその後コンビ名がなかなか定着せず、さらに『爆笑レッドカーペット』などのネタ番組の終了に伴い、レギュラー番組がなくなってしまう。中西によると収入は改名前の10分の1になったとのこと。そして単独ライブを機に、コンビ名を再改名するに至る[24]。

## その他のエピソード
- 出会いは那須が生まれてすぐ、両親同士の仲が良く、よく枚方市内で会って遊んでいた。ひとりっ子の那須の方が大事にされていることで中西は嫉妬していたが、夏のある日、中西がスイカの種を部屋に飛ばし、「こうすると畳の間から芽が出て来るんやで」と言ったのに対し那須が「こんな所に生えたら困るやん!」と人生初のツッコミをしてから中西は態度が激変、那須を「相方にしよう!」と決めたらしい。
- 那須家・中西家は親族一同で仲が良く、毎年正月に親族が一堂に会してのビンゴ大会が開催され、なすなかにしがMCを担当している[25]。
- 松竹芸能の養成所を出てから2人はひらかたパーク（ひらパー）でアルバイトをしていた[10]が、ひらパー社員から「君ら頑張ったら行けるんちゃう?」と背中を押されて松竹芸能に帰ってきた。現在でもプライベートで同園を訪れている。
- かつては若手らしからぬ風貌と声質のため、しばしばベテランと勘違いされると本人たちが語っていた[15]。第42回上方漫才大賞に出場した際には、舞台裏でオール巨人（オール阪神・巨人）に「お前らベテランやのに若手の賞レース出るな」と注意された。現在は芸風と風貌が年齢にようやく一致してきたとされる。
- コンビ揃って「モンスターハンター」が得意でハンター歴もPS2時代からやっているので長い。いろんな人の手助けをする接待モンハンを得意としている。
- YouTubeに2人がプライベートでアップしている「なすなかチャンネル」というものがあり、そこでは2人のプライベートで遊んでいる映像が見られる。映像編集は中西自らが行っている。[注 2]
- 『新婚さんいらっしゃい!』（朝日放送テレビ）へは、中西夫妻が2017年、那須夫妻（中西も出演）が2023年の、いずれも9月10日放送分に出演している。

## 受賞歴
- 2007年 第42回上方漫才大賞　優秀新人賞
- 2016年 第51回上方漫才大賞　奨励賞（ノミネート）
- 2017年 第52回上方漫才大賞　奨励賞（ノミネート）
- 2019年 第54回上方漫才大賞　奨励賞（ノミネート）[26]

## 賞レースでの戦績

### M-1グランプリ[18]
| 年度             | 結果         | エントリー No. | 備考       |
| 2002年（第2回）  | 2回戦進出    | 不明           |            |
| 2003年（第3回）  | 準決勝進出   | 1753           |            |
| 2004年（第4回）  | 準決勝進出   | 2597           |            |
| 2005年（第5回）  | 準決勝進出   | 3356           |            |
| 2006年（第6回）  | 準決勝進出   | 3903           |            |
| 2007年（第7回）  | 準決勝進出   | 4219           |            |
| 2008年（第8回）  | 3回戦進出    | 4466           |            |
| 2009年（第9回）  | 3回戦進出    | 472            |            |
| 2010年（第10回） | 3回戦進出    | 585            |            |
| 2015年（第11回） | 3回戦進出    | 924            |            |
| 2016年（第12回） | 準々決勝進出 | 1530           | 結成15年目 |

### THE MANZAI
- 2011年 THE MANZAI 1回戦進出
- 2012年 THE MANZAI 2回戦進出
- 2013年 THE MANZAI 認定漫才師
- 2014年 THE MANZAI 認定漫才師

### その他
- 2003年 第4回笑わん会 優秀賞
- 2004年 第33回上方お笑い大賞 新人賞
- 2005年 第34回上方お笑い大賞 新人賞
- 2005年 第26回ABCお笑い新人グランプリ 優秀新人賞
- 2005年 第5回新人お笑い尼崎大賞 大賞（中西のみ。4人組ユニット「12ch」として）
- 2006年 第36回NHK上方漫才コンテスト 優秀賞
- 2006年 第35回上方お笑い大賞 新人賞
- 2010年 第5回決戦!お笑い有楽城 優勝
- 2023年 THE SECOND 〜漫才トーナメント〜 開幕戦ノックアウトステージ32→16進出

## 出演

### 現在の出演番組

#### テレビ
レギュラー
- なすなかにしのバズっちゃ!! 笑う富山にロケ神様（チューリップテレビ） - MC
- バズるもん作るもん（2022年10月2日 - 、TOKYO MX）
- なすなかにしのゲームキングダム（2022年9月6日 - 、BS11）
- ラヴィット!（2023年10月 - 、TBS） - 月曜隔週レギュラー[27]
- 土曜のあさはほめるちゃん（2024年4月20日 - 、毎日放送） - MC[28]
- なすなかにしのもっとおしえて!大阪府議会（2025年1月5日 - 、関西テレビ） - MC[29]
- 〜特別講師はあの大スター!?〜ウママネ学園 (2025年4月3日 - 、TBSテレビ) [30]

準レギュラー・不定期出演
- 上方演芸ホール（NHK大阪放送局）
- 住人十色（毎日放送） - 那須のみ
- モノクラ〜ベ（BSスカパー!）
- 八千代ライブ（新潟総合テレビ） - コメンテーター
- 健康カプセル!ゲンキの時間（CBCテレビ制作、TBS系列） - ゲンキリサーチャー・月に1回程度
- ヒルナンデス! （日本テレビ） - 金曜コーナー「ヒルナン国民投票 ナン対ナン」MC
- AKB48チーム8のあんた、ロケロケ!（テレ朝チャンネル1）
- スクール革命!（日本テレビ） - 講師役ゲスト
- まちイチ nice to people（CBCテレビ・信越放送にもネット）
- 静岡発そこ知り（静岡放送）

#### ラジオ
- 魁!!なすなか塾（MBSラジオ）
- 爆笑問題の日曜サンデー（TBSラジオ）毎年1回程恒例でサンデー芸人ランキングに登場し、親族のエピソードを披露
- エビ中☆なんやねん（2022年8月5日 - 、MBSラジオ）

#### ウェブテレビ
- レモンサワーで日本を元気に!（2021年4月 - 、YouTube、ABEMA） - MC[31]
- 風雲!たけし城（2023年4月21日 - 、Amazon Prime Video）

### 過去の出演番組

#### テレビ
レギュラー
- ますだおかだ角パァ!（朝日放送）
- きになるオセロ（朝日放送）
- 評判!なかむら屋（朝日放送）
- いって、とって。（毎日放送）
- しっとこ!（テレビ大阪）メイン司会
- おもいッきりPON!（2009年10月8日 - 2010年3月23日、日本テレビ）木曜日レギュラー→火曜日レギュラー（2010年1月 - 3月）
- 知っとこ!（2008年10月 - 2010年6月、毎日放送）「こどものみかた」コーナー担当（那須、中西のどちらかが出演）
- PON!（2010年3月30日 - 9月28日、日本テレビ）火曜日レギュラー
- ちちんぷいぷい（毎日放送）木曜日「どっから来はったん?」担当
- ももクロと行く! 〜スターダストプロモーションのアイドルたちが日本全国制覇をしちゃう旅〜（2019年10月4日 - 2021年3月27日、BS日テレ）旅ウォッチャー
- 土曜日もももクロと行く!（2019年10月5日 - 2020年3月14日、BS日テレ）旅ウォッチャー
- たかじん胸いっぱい（関西テレビ） - 準レギュラー
- プラモにめされて（2023年1月11日 - 3月29日、テレビ東京）
- 今、行ってはいけない! 海外危険エリア（2025年2月6日 - 2月27日、テレビ朝日）

準レギュラー・不定期出演
- 爆笑オンエアバトル（NHK総合）戦績6勝9敗 最高461KB
- 初挑戦は2003年6月6日放送の長崎大会だったが389KBの高得点ながら7位オフエアであった。その後も挑戦するも100KB台や200KB台が続き5連敗とかなり苦戦していたが、2005年8月27日放送回で6回目の挑戦で初挑戦から2年掛かって念願の初オンエアを果たしこのまま自己最高の4連勝を達成した。なおこれにより、チャンピオン大会出場条件である年間4勝を達成するもKBが足らず出場できなかった。
- 2006年9月8日放送回でタイムオーバーのため失格となった（どーよに続いて2組目だが、どーよとは対照的にオンエア率には含まれず）。その2年後の2008年9月18日放送分で、そのときのネタで再挑戦しオンエアとなった。
- エンタの天使（日本テレビ）キャッチコピーは「浪花のしゃべくり家族(ファミリー)」
- イエヤス（中部日本放送）
- 超能力スペシャル2010 今夜奇跡が?世界最強超能力者×最新脳科学 ナゾ解明プロジェクト（2010年1月4日、TBS）
- BS熱中夜話 遊園地ナイト（2009年8月28日・9月4日、NHK BS2）
- ジャガイモン 第4回（テレ朝チャンネル）
- ファミレストーク王決定戦（フジテレビONE）第32回（那須）、第35回（中西）
- 爆笑レッドカーペット（フジテレビ系）キャッチコピーは「大阪では「なすなか」と呼ばれています」、「松竹のゆかいな仲間たち」(那須のみ、よゐこ濱口優・パワフルコンビーフコウタ・オジンオズボーン高松新一・ビーグル38能勢ヒロシと共に『はまぐちコントサークル』のメンバーとして登場)
- お笑い図鑑 ハマヌキ（tvk）
- 新世紀ネタキング決定戦（TOKYO MX）
- 関西魂（テレビ大阪）
- マサカメTV（NHK総合、2013年4月 - 2016年3月） - 準レギュラー
- ウチのガヤがすみません!（日本テレビ）
- しずおか びっくりTV（静岡放送） − びっくりハンターとして

#### テレビドラマ
- 私のホストちゃんS〜新人ホストオーナー奇跡の密着6カ月〜（テレビ朝日、2014年4月 - 9月） - ボーイ 役
- びしょ濡れ探偵 水野羽衣 第8話（テレビ東京、2019年8月8日） - ボンゴレ兄弟 役
- ガリレオ 禁断の魔術（フジテレビ、2022年9月17日） - 倉坂達夫 役（中西）、事務スタッフ 役（那須）
- フェルマーの料理 第1話（TBS、2023年10月20日） - 校長 役（中西）、教頭 役（那須）
- よろず刑事（朝日放送、2006年1月 第2話） - いとこ刑事 役 [32]
- トーキョーカモフラージュアワー 最終話（2025年3月24日、朝日放送テレビ） - 本人 役[33]

#### テレビアニメ
- かよえ!チュー学（東海テレビ、2011年 - 2014年）声優として出演
- ぐらP&ろで夫（TOKYO MX、2014年 - 2015年）声優として出演
- あはれ!名作くん（『ビットワールド』の短編コーナー［2022年3月まで、8月以降はYouTube］）（NHK Eテレ・YouTube、2016年 - 2022年）声優（那須：主演・松田名作役など、中西：主演・スウィーツ役など）として出演
- Bラッパーズ ストリート（TXN、2019年） - プーパイセン 役（中西のみ）

#### PV
- 山口理恵「恋のビギナーなんです (T_T)」

#### ラジオ
- ぷらっと☆ホーム「なすなか頂上決戦」（MBSラジオ）
- なすなか理恵のなまきがえ♪（超!A&G+：2011年7月10日 - 12月25日）
- 鷹の爪団の世界征服ラヂヲへかよチューメンバーとして参加（2013年11月8日 東京FM）
- なすなかにしの放課後♡胸キュンスナイパー♪（2021年11月 - 2022年3月〈全13回〉、GERA）[34]
- なすなかにしのおじさんではございません！（2022年3月24日 - 2025年3月27日、GERA）[35]

#### Webテレビ
- 今年の垢を落とすぞ!よゐこ濱口が素人娘の家を12時間ハシゴ風呂!（2016年12月30日 - 12月31日、AbemaPremierチャンネル）[36]
- 電話占いマヒナ「今すぐあやかりたい！幸せ術　#83」（2019年11月13日、FRESHLIVE） - ゲスト
- 椎名ぴかりんのヤッてみるニュース（2016年10月 - 2017年6月、AbemaTV） - ヤッてみる隊（準レギュラー）
- 男女7人波物語 -恋愛も、競走だ-（2020年3月8日、AbemaTV）[37]
- PSO2アークス広報隊!（2015年 - 2016年、ニコニコ生放送） - 火曜日パーソナリティ
- PSO2 STATION!（2016年 - 2019年、ニコニコ生放送） - MC
- PSO2 STATION!+（2019年 - 2021年、YouTube、Periscope） - MC
- コロコロ生アニキ（2016年6月 - 2021年3月、ニコニコ生放送・コロコロアニキクラブ） - アニキ世代代表MC

#### 映画
- 笑う招き猫 (漫才師・きんぴら役)　主演2人の漫才監修も務めた
- 関西ジャニーズJr.のお笑いスター誕生!

## DVD
- LIVE!チクる JAPAN TOUR 2004（2004年12月22日発売）
- Live!チクる 笑いのEXPO 2005（2005年12月7日発売）
- チクる2006スペシャル 松竹芸能お笑い大集合!（2006年12月13日発売）
- いまぶーむのいーとこ〜元なすなかにし〜（2011年1月26日発売）